# Портоканноне
Портоканноне (итал. Portocannone) —  коммуна в Италии, располагается в регионе Молизе, в провинции Кампобассо.
Население составляет 2544 человека (2008 г.), плотность населения составляет 212 чел./км². Занимает площадь 12 км². Почтовый индекс — 86045. Телефонный код — 0875.
Покровительницей коммуны почитается Пресвятая Богородица (Константинопольский образ Пресвятой Богородицы), празднование во вторник после Троицы.

## Демография
Динамика населения:

## Администрация коммуны
- Официальный сайт: http://www.comune.portocannone.cb.it/ Архивная копия от 24 апреля 2008 на Wayback Machine